# Розваж (Ровненская область)
Розваж (укр. Розваж) — село в Острожской городской общине Ровненского района Ровненской области Украины.
До 2020 года входило в Острожский район.
Население по переписи 2001 года составляло 1123 человека. Почтовый индекс — 35840. Телефонный код — 3654. Код КОАТУУ — 5624287001.